# Наксиадова къща
Наксиадовата къща (на гръцки: Πολυκατοικία Ναξιάδου) е емблематична постройка в град Солун, Гърция.

## Местоположение
Сградата е разположена на улица „Хенри Моргентау“ № 5 и „Проксенос Коромилас“.

## История
Построена е в 1931 година от италианския архитект Салваторе Позели. Според В. Колонас принадлежи на Дора Наксиаду, членка на известната в града фамилия тютюнопроизводители. Представлява жилищен блок с приземен етаж, който е предназначен за търговско ползване.

## Архитектура
През 30-те години на XX век се наблюдава отклонение на архитектурата от популярни течения, като еклектика, неокласицизъм, и подход към движенията, които доминират в Европа по същото време, сред които са ар деко и ар нуво. Тази сграда е пример за ранен ар деко в Солун. Състои се от партер и три етажа. Всяка страна е разделена на четири вертикални секции, едната от които изпъква, образувайки еркер. Балконите са предимно извити, а където не са, имат извити завършеци. Растителни и геометрични шарки украсяват фасадата, парапетите, мазилките в интериора, плочките.